# Irina Lacina
Irina Olegovna Lacina (în rusă Ирина Олеговна Лачина; n. 29 august 1972, Bălți, RSS Moldovenească, URSS) este o actriță. Este fiica Svetlanei Toma.

## Filmografie

### Filme
- Legend № 17 (2012) - ca spectator
- U Pana Boga w ogródku (2007) - Marusia
- A Hídember (2002) - Crescense
- Tayny dvortsovykh perevorotov (2001)
- U Pana Boga za piecem (1998) - Marusia
- Bluzhdayushchiye zvyozdy (1991) - Irina Toma

### Televiziune
- Okhota na geniya (2006) ca Sheyla
- Dzisay (2005)
- Luchshiy gorod Zemli (2003) - rolul ei
- Lyudi i teni. Film vtoroy: Opticheskiy obman (2002) - Natasha
- Hellfire (1996) - tânăra Carlotta

## Legături externe
- Irina Lacina la Internet Movie Database

## Vezi și
- Listă de actori moldoveni